# Terence Albert O'Brien
Terence Albert O'Brien (Tuogh, 1601 – Limerick, 30 ottobre 1651) fu un frate domenicano irlandese, vescovo di Emly, giustiziato sotto il regime di Oliver Cromwell. Fu beatificato come martire da papa Giovanni Paolo II nel 1992.

## Biografia
Terence Albert O'Brien fu un frate domenicano irlandese, vescovo di Emly, giustiziato sotto il regime di Oliver Cromwell.

## Culto
È stato proclamato beato come martire da papa Giovanni Paolo II nel 1992.
Il suo elogio si legge nel Martirologio romano al 30 ottobre.

## Genealogia episcopale
La genealogia episcopale è:
- Cardinale Juan Pardo de Tavera
- Cardinale Antoine Perrenot de Granvelle
- Cardinale Francisco Pacheco de Villena
- Papa Leone XI
- Cardinale Ottavio Bandini
- Arcivescovo Giovanni Battista Rinuccini
- Vescovo Terence Albert O'Brien, O.P.